# Kathrine Kleveland

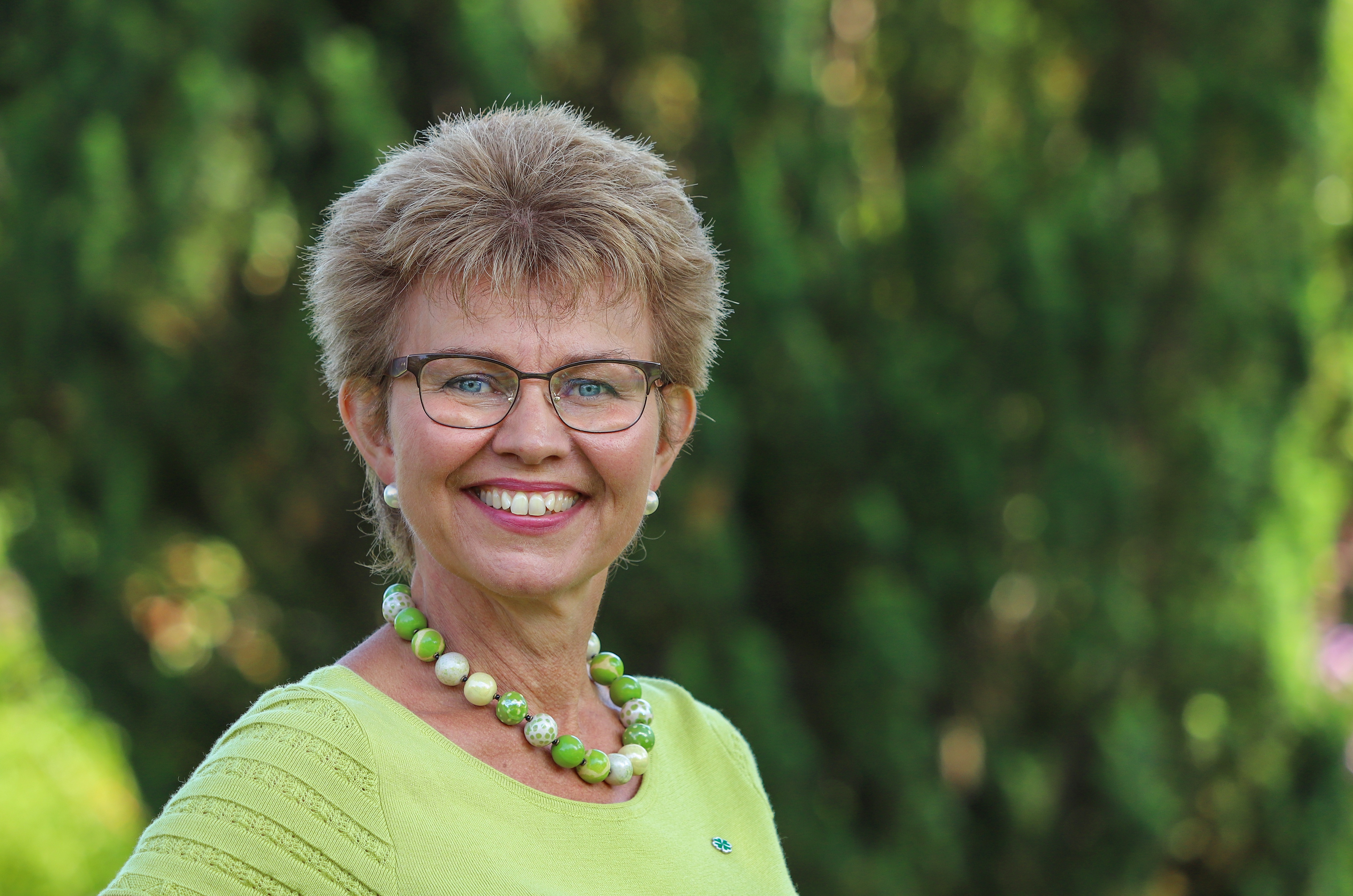
Kathrine Kleveland, 2020

Kathrine Kleveland (* 7. April 1966) ist eine norwegische Politikerin der Senterpartiet (Sp). Seit 2021 ist sie Abgeordnete im Storting.

## Leben
Kleveland besuchte bis 1985 die weiterführende Schule in Holmestrand. Anschließend ging sie bis 1986 an eine Hauswirtschaftsschule. Zwischen 1986 und 1988 besuchte sie den Grafikzweig einer weiterführenden Schule in Trondheim. Danach begann sie zunächst als Büromitarbeiterin bei Norges geologiske undersøkelse in Trondheim und danach als Designerin in Holmestrand zu arbeiten. Im Jahr 1991 machte sie sich selbstständig und blieb dies bis 2009. Nebenbei arbeitete sie als angestellte Grafikdesignerin in Tønsberg. In den Jahren 2014 bis 2020 war sie im Vorstand der EU-kritischen Organisation Nei til EU tätig. Kleveland wurde zudem 2014 zu Vorsitzenden der Senterpartiet in ihrem Fylke. Bei der Fylkestingswahl 2015 zog sie in das Fylkesting von Vestfold ein. Bei der Wahl 2019 wurde sie Abgeordnete im Fylkesting des neu gebildeten Fylkes Vestfold og Telemark.
Kleveland zog bei der Parlamentswahl 2021 erstmals in das norwegische Nationalparlament Storting ein. Dort vertritt sie den Wahlkreis Vestfold und wurde Mitglied im Kommunal- und Verwaltungsausschuss.